# Montchauvet (Calvados)
Montchauvet település Franciaországban, Calvados megyében. Lakosainak száma 381 fő (2018. január 1.). Montchauvet Le Bény-Bocage, Danvou-la-Ferrière, Estry, Lassy, Le Mesnil-Auzouf, Montamy, Montchamp, Saint-Charles-de-Percy, Saint-Jean-le-Blanc, Saint-Pierre-Tarentaine és Souleuvre-en-Bocage községekkel határos.

## Népesség
A település népességének változása:
| Lakosok száma | 418  | 389  | 343  | 308  | 340  | 362  | 374  | 378  | 380  | 381  |
|               | 1962 | 1968 | 1982 | 1990 | 1999 | 2008 | 2011 | 2013 | 2017 | 2018 |